# Кенвуд (Охајо)
Кенвуд (енгл. Kenwood) насељено је место без административног статуса у америчкој савезној држави Охајо.

## Демографија
По попису из 2010. године број становника је 6.981, што је 442 (-6,0%) становника мање него 2000. године.
| Група             | 2000.         | 2010.         |
| Белци             | 6.510 (87,7%) | 5.734 (82,1%) |
| Афроамериканци    | 379 (5,1%)    | 485 (6,9%)    |
| Азијати           | 353 (4,8%)    | 462 (6,6%)    |
| Хиспаноамериканци | 131 (1,8%)    | 193 (2,8%)    |
| Укупно            | 7.423         | 6.981         |